# Јевгенија Колодко
руско
Јевгенија Николајевна Колодко (рус. Евгения Николаевна Колодко; Нерјунгри, Јакутија 22. јул 1990) је руска атлетичарка специјалиста за бацање кугле, освајачица сребрне медаље на Летњим олимпијским играма 2012. у Лондону, европска првакиња за млађе сениоре (2011), вишеструка првакиња Русије (2011-2014).

## Спортска каријера
Јевгенија је у почетку играла одбојку, тренирала и такмичила се у мас-рестлингу. Мас-реслинг (борба за палицу) је националнно јакутско рвање. Русија је ово рвањи признала 2003. као спорт и и унела га у регистар руских спортова. Убрзо Јевгенија се враћа оцу, који се бавио Powerliftingom, (Powerlifting је спорт снаге и састоји се из 3 дисциплине, односно три различита начина дизања тегова, као: чучањ, бенч прес и мртво дизање. POWERLIFTING SPORT на сајту Powerlifting saveza Srbije Прибављено 8.6.2016.</ref>. где је постигла значајан успех, поставши првакиња и рекордер Русије, као и светска првакиња у јуниорској конкуренцији 2005.
После овог успеха тренери су јој предвидели успех у атлетици, па је уписала школу у Санкт Петербургу за будуће олимпијце, а затим наставила студије у Москви. Након неког времена одлучила је да се врати у Јакутију и настави тренитари атлетику под контролом свог оца. Иако је од 2008. постизала успехе на јуниоским првенствима Русије и учешћаа на Европско јуниорском првенству 2009. у Новом Саду, први велики међународни успех послигла је на Европском првенству за млађе сениоре 2011. у Острави, освајањем првог места у бацању кугле. Овом и победом на сениорском првенству Русије изборила се за одлазак на Светско првенство 2011. у Тегуу (Јужна Кореја). Добар пласман на овом првенству (5.место) и (7. место) на Светском првенству у дворани 2012. у Истанбулу омогучули су јој одлазак на Олимпијске игре 2012. у Лондон. На играма је остварила највећи дотадашњи успех освајањем сребрне медаље у личним рекордом у бацању кугле 20,48 м иза светске рекордерке Валери Вили са Новог Зеланда.
МОК је 20. августа 2016. на основу допиг теста објавио да је Јевгенија Колодко дисквалификован јер је користила недозвољена средстваи одузета јој је сребрна олимпијска медаља.

## Значајнији резултати
| Год.   | Такмичење                     | Место                        | Плас.  | Резултат | Бел.   |
| Русија | Русија                        | Русија                       | Русија | Русија   | Русија |
| ------ | ----------------------------- | ---------------------------- | ------ | -------- | ------ |
| 2009.  | Европско првенство за јуниоре | Нови Сад, Србија             | 9.     | 14,50 м  |        |
| 2011.  | Европско првенство У-23       | Острава, Чешка               |        | 18,87 м  |        |
| 2011.  | Светско првенство             | Тегу, Јужна Кореја           | 5.     | 19,78 м  |        |
| 2012.  | Светско првенство у дворани   | Истанбул, Турска             | 7.     | 18,57 м  |        |
| 2012.  | Олимпијске игре               | Лондон, Уједињено Краљевство |        | 20,48 м  |        |
| 2013.  | Европско првенство у дворани  | Гетеборг, Шведска            |        | 19,04 m  |        |
| 2013.  | Светско првенство             | Москва, Русија               | 5.     | 19,81 м  |        |
| 2014.  | Светско првенство у дворани   | Сопот, Пољска                | 4.     | 19,11 м  |        |
| 2014.  | Европско првенство            | Цирих, Швајцарска            |        | 19,39 м  |        |